# Wielowicz (gmina)
Wielowicz (od 1973 Sośno) – dawna gmina wiejska istniejąca w latach 1934–1954 w woj. pomorskim/bydgoskim (dzisiejsze woj. kujawsko-pomorskie). Siedzibą władz gminy był Wielowicz.
Gmina zbiorowa Wielowicz została utworzona 1 sierpnia 1934 roku w powiecie sępoleńskim w woj. pomorskim z dotychczasowych jednostkowych gmin wiejskich: Jastrzębiec, Płosków, Rogalin, Rostoki, Sośno, Szynwałd, Wielowicz, Wielowiczek, Niechorz (część) i Sikorz (część) oraz z obszarów dworskich położonych na tych terenach lecz nie wchodzących w skład gmin. 
Po wojnie gmina zachowała przynależność administracyjną. 6 lipca 1950 roku zmieniono nazwę woj. pomorskiego na bydgoskie. Według stanu z dnia 1 lipca 1952 roku gmina składała się z 8 gromad: Jastrzębiec, Płosków, Rogalin, Rostoki, Sośno, Szynwałd, Wielowicz i Wielowiczek. Gmina została zniesiona 29 września 1954 roku wraz z reformą wprowadzającą gromady w miejsce gmin. Jednostki nie przywrócono 1 stycznia 1973 roku po reaktywowaniu gmin, utworzono natomiast jej terytorialny odpowiednik, gminę Sośno.